# Långtjärnen (Grythyttans socken, Västmanland, 662712-143342)
Långtjärnen är en sjö i Hällefors kommun i Västmanland och ingår i Göta älvs huvudavrinningsområde. Sjön har en area på 0,124 kvadratkilometer och ligger 198,4 meter över havet.

## Delavrinningsområde
Långtjärnen ingår i det delavrinningsområde (662529-143178) som SMHI kallar för Utloppet av Sör-Älgen. Medelhöjden är 203 meter över havet och ytan är 66,88 kvadratkilometer. Räknas de 30 avrinningsområdena uppströms in blir den ackumulerade arean 497,05 kvadratkilometer. Sikforsån som avvattnar avrinningsområdet har biflödesordning 3, vilket innebär att vattnet flödar genom totalt 3 vattendrag innan det når havet efter 344 kilometer. Avrinningsområdet består mestadels av skog (66 procent). Avrinningsområdet har 16,65 kvadratkilometer vattenytor vilket ger det en sjöprocent på 24,9 procent.